# Epiphragma (Eupolyphragma) fulvinotum
Epiphragma (Eupolyphragma) fulvinotum is een tweevleugelige uit de familie steltmuggen (Limoniidae). De soort komt voor in het Oriëntaals gebied.